# Rafal (Gemeinde)
Rafal ist eine spanische Gemeinde (municipio) in der Provinz Alicante mit einer Bevölkerung von 4.900 Einwohnern (Stand: 2024).

## Lage
Rafal liegt etwa 51 Kilometer südwestlich von Alicante und etwa 33 Kilometer ostnordöstlich von Murcia in einer Höhe von ca. 25 m.

## Geschichte

### Bevölkerungsentwicklung
| Jahr      | 1970 | 1981 | 1991 | 2001 | 2011 | 2021 |
| Einwohner | 2003 | 2234 | 2668 | 3366 | 4162 | 4597 |

## Sehenswürdigkeiten
- Kirche Marien Rosenkranz (Iglesia de Nuestra Señora del Rosario), 1927 erheblich umgebaut
- Rathaus

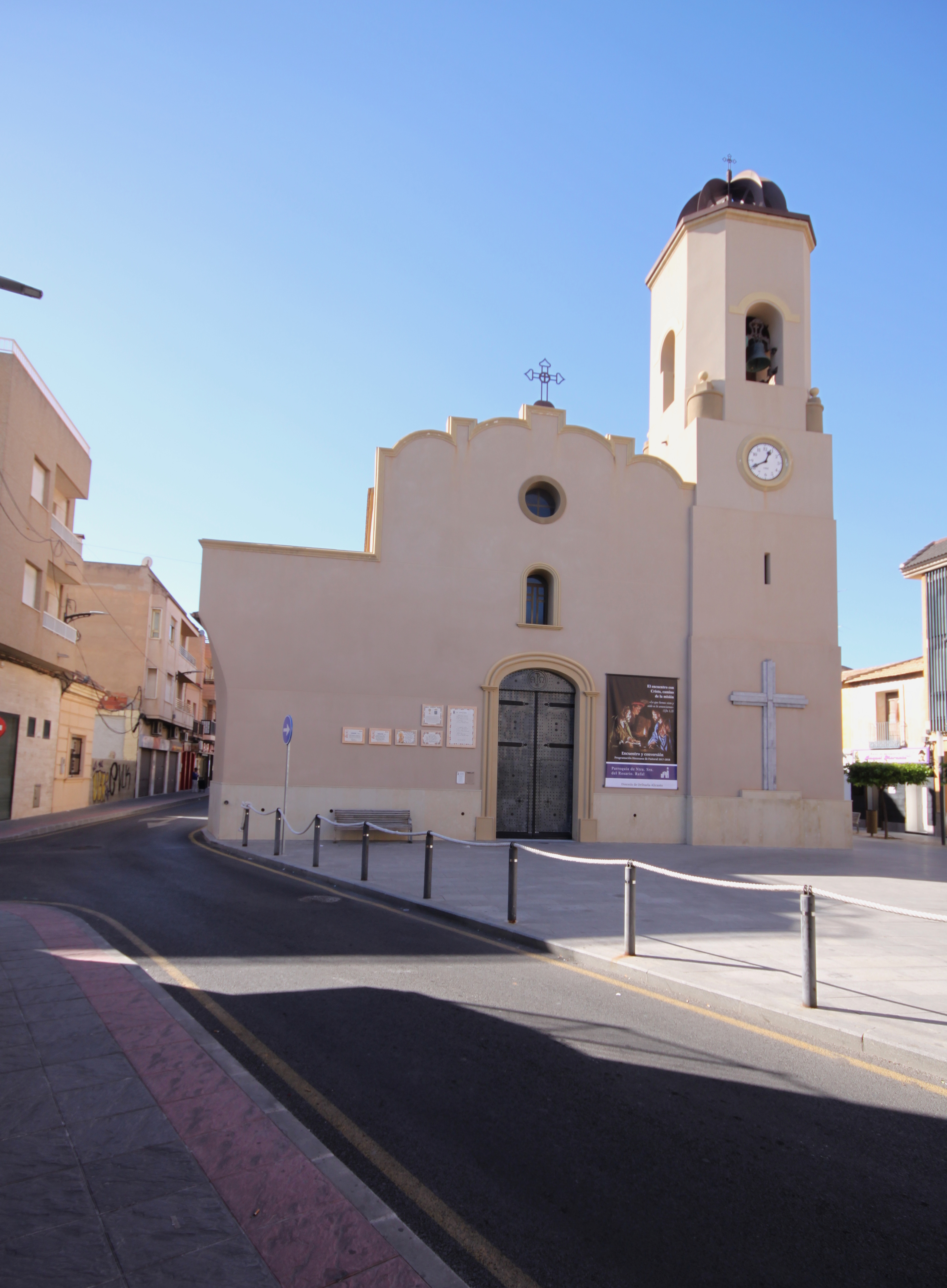
Kirche Marien Rosenkranz
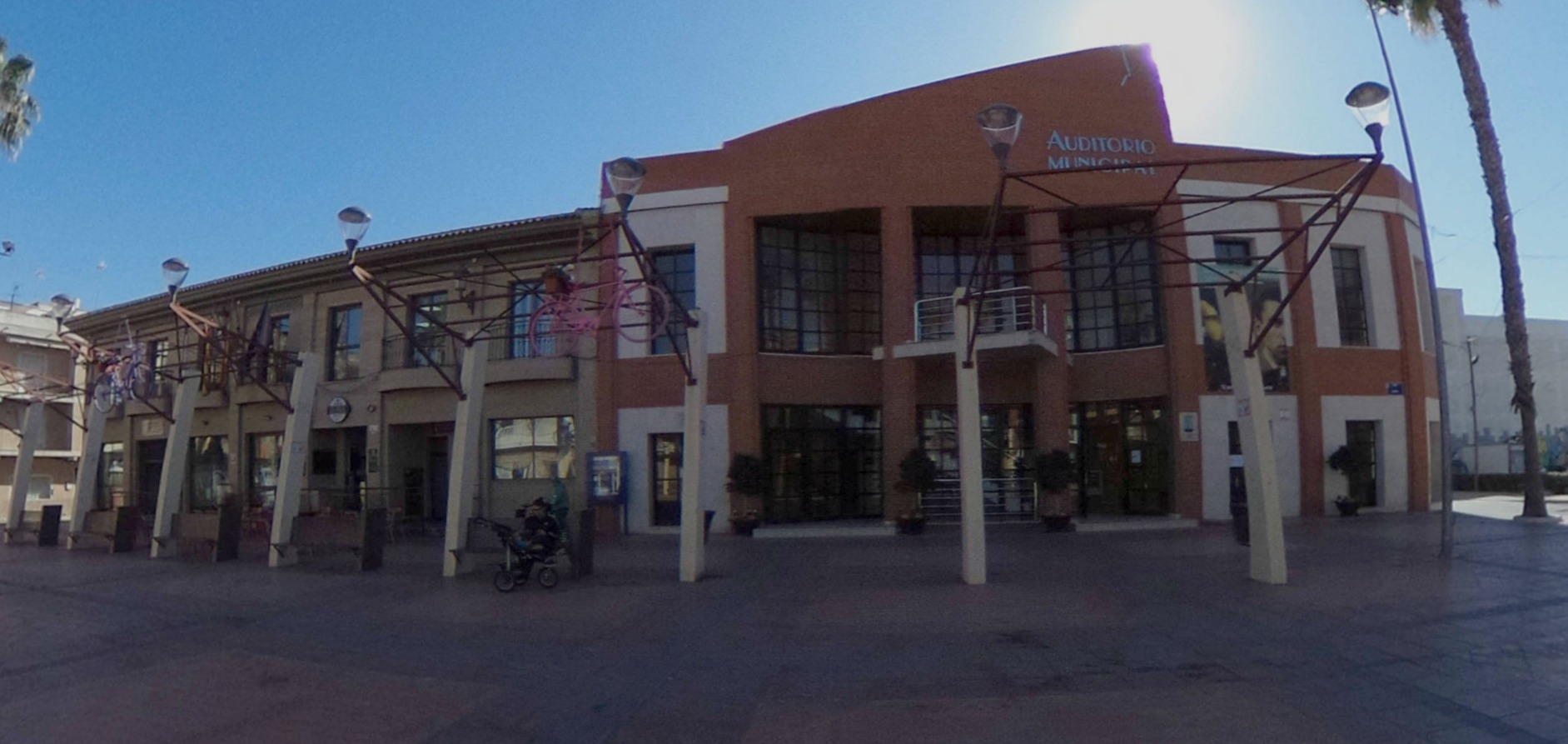
Rathaus

## Persönlichkeiten
- Modesto Hernández Villaescusa (1859–1936), Jurist und Schriftsteller
- Paquito Escudero (* 1966), Fußballspieler